# Lipová (okres Nové Zámky)
Lipová (Hongaars:Nyitramalomszeg) is een Slowaakse gemeente in de regio Nitra, en maakt deel uit van het district Nové Zámky.
Lipová telt 1599 inwoners.